# Lalpur (Siraha)
Lalpur (nepalski: लालपुर) – gaun wikas samiti we wschodniej części Nepalu w strefie Sagarmatha w dystrykcie Siraha. Według nepalskiego spisu powszechnego z 2001 roku liczył on 725 gospodarstw domowych i 4064 mieszkańców (1960 kobiet i 2104 mężczyzn).